# John Paul Pitoc
John Paul Pitoc (također poznat kao Jean Paul Pitoc ili jednostavno J. P. Pitoc; rođen 5. ožujka 1974. u Queensu, New York) je američki glumac. Amerikanac je prve generacije: majka mu je Kolumbijka, a otac transilvanijski Mađar. Debitirao je u popularnom gej filmu Trick, u kojem je igrao ulogu go-go plesača Marka.

## Filmografija
- Trick (1999., kao Mark)
- In the Weeds (2000., kao Chris)
- Thank You, Good Night (2001., kao Donnie)
- Sorority Sluts 3: Spring Break! (The Outtakes) (2001., kao dostavljač pizze)
- Shooting LA (2001., kao Winston)
- Just Can't Get Enough (2001., kao Clayton)
- Shoot Or Be Shot (2002., kao Hector)
- "Vrste III" (2004., kao Hastings)

## Vanjske poveznice
- John Paul Pitoc na Internet Movie Database
- John Paul Pitoc na tv.com  Arhivirana inačica izvorne stranice od 24. lipnja 2008. (Wayback Machine)